# ريجي جاكسون
ريجي جاكسون (بالإنجليزية: Reggie Jackson)‏ مواليد 16 أبريل 1990، هو لاعب كرة سلة أمريكي يلعب مع فريق ديترويت بيستونز في الرابطة الوطنية لكرة السلة ويحمل الرقم 1. يبلغ طوله 6 قدم 3 بوصة (1.9 م).

## روابط خارجية
- ريجي جاكسون على موقع إن بي أي (الإنجليزية)
- ريجي جاكسون على موقع سبورتس رفرنس (الإنجليزية)
- ريجي جاكسون على موقع كرة السلة الأوروبية.كوم (الإنجليزية)
- ريجي جاكسون على موقع إي إس بي إن.كوم (الإنجليزية)
- ريجي جاكسون على موقع كلية كرة السلة في سبورتس رفرنس.كوم (الإنجليزية)
- ريجي جاكسون على موقع ريلجم (الإنجليزية)
- ريجي جاكسون على موقع بروبوليرز (الإنجليزية)
- ريجي جاكسون على موقع سبورتس رفرنس (الإنجليزية)